# Meroplius maximus
Meroplius maximus är en tvåvingeart som beskrevs av Iwasa 1994. Meroplius maximus ingår i släktet Meroplius och familjen svängflugor. Inga underarter finns listade i Catalogue of Life.